# Ngujang
Ngujang is een bestuurslaag in het regentschap Tulungagung van de provincie Oost-Java, Indonesië. Ngujang telt 4045 inwoners (volkstelling 2010).